# Supercopa de Italia 2013
La Supercopa de Italia 2013 fue la 26.ª edición de la Supercopa de Italia, que enfrentó al ganador de la Serie A 2012-13 la Juventus de Turín y de la Copa Italia 2012-13 la Società Sportiva Lazio. El partido se disputó el 18 de agosto de 2013, en el Estadio Olímpico de Roma, Italia. La Juventus ganó el partido por 4-0.

## Equipos participantes
| Juventus FC |  |  |  | Campeón de la Serie A 2012-13     |
| SS Lazio    |  |  |  | Campeón de la Copa Italia 2012-13 |

### Ficha del Partido
| 1          | POR        | Gianluigi Buffon     |     |
| 3          | DEF        | Giorgio Chiellini    |     |
| 15         | DEF        | Andrea Barzagli      | 75' |
| 19         | DEF        | Leonardo Bonucci     |     |
| 26         | DEF        | Stephan Lichtsteiner | 82' |
| 23         | MED        | Arturo Vidal         |     |
| 21         | MED        | Andrea Pirlo         |     |
| 8          | MED        | Claudio Marchisio    | 20' |
| 22         | MED        | Kwadwo Asamoah       |     |
| 9          | DEL        | Mirko Vučinić        |     |
| 10         | DEL        | Carlos Tévez         |     |
| Entrenador | Entrenador | Antonio Conte        |     |

| 1          | POR        | Federico Marchetti |     |
| 3          | DEF        | André Dias         |     |
| 20         | DEF        | Giuseppe Biava     |     |
| 26         | DEF        | Ştefan Radu        | 58' |
| 39         | DEF        | Luis Pedro Cavanda |     |
| 5          | MED        | Lucas Biglia       |     |
| 8          | MED        | Hernanes           | 70' |
| 19         | MED        | Senad Lulić        |     |
| 24         | MED        | Cristian Ledesma   | 56' |
| 87         | DEL        | Antonio Candreva   |     |
| 11         | DEL        | Miroslav Klose     |     |
| Entrenador | Entrenador | Vladimir Petković  |     |

| 6 | MED | Paul Pogba     | 20' |
| 4 | DEF | Martín Cáceres | 75' |
| 5 | DEF | Angelo Ogbonna | 82' |

| 10 | MED | Ederson         | 56' |
| 99 | DEL | Sergio Floccari | 58' |
| 23 | MED | Ogenyi Onazi    | 70' |

| Anotado | 23' | Paul Pogba           | 1–0 |
| Anotado | 52' | Giorgio Chiellini    | 2–0 |
| Anotado | 54' | Stephan Lichtsteiner | 3–0 |
| Anotado | 56' | Carlos Tévez         | 4–0 |

|  |

| Amonestado | 43' | Giorgio Chiellini |

| Amonestado | 31' | Hernanes   |
| Amonestado | 59' | André Dias |

| Árbitro             | Gianluca Rocchi       |
| Árbitros asistentes | Elenito Di Liberatore |
| Árbitros asistentes | Gianluca Cariolato    |
| Cuarto árbitro      | Paolo Mazzoleni       |

| 1          | POR        | Gianluigi Buffon     |     |
| 3          | DEF        | Giorgio Chiellini    |     |
| 15         | DEF        | Andrea Barzagli      | 75' |
| 19         | DEF        | Leonardo Bonucci     |     |
| 26         | DEF        | Stephan Lichtsteiner | 82' |
| 23         | MED        | Arturo Vidal         |     |
| 21         | MED        | Andrea Pirlo         |     |
| 8          | MED        | Claudio Marchisio    | 20' |
| 22         | MED        | Kwadwo Asamoah       |     |
| 9          | DEL        | Mirko Vučinić        |     |
| 10         | DEL        | Carlos Tévez         |     |
| Entrenador | Entrenador | Antonio Conte        |     |

| 1          | POR        | Federico Marchetti |     |
| 3          | DEF        | André Dias         |     |
| 20         | DEF        | Giuseppe Biava     |     |
| 26         | DEF        | Ştefan Radu        | 58' |
| 39         | DEF        | Luis Pedro Cavanda |     |
| 5          | MED        | Lucas Biglia       |     |
| 8          | MED        | Hernanes           | 70' |
| 19         | MED        | Senad Lulić        |     |
| 24         | MED        | Cristian Ledesma   | 56' |
| 87         | DEL        | Antonio Candreva   |     |
| 11         | DEL        | Miroslav Klose     |     |
| Entrenador | Entrenador | Vladimir Petković  |     |

| 6 | MED | Paul Pogba     | 20' |
| 4 | DEF | Martín Cáceres | 75' |
| 5 | DEF | Angelo Ogbonna | 82' |

| 10 | MED | Ederson         | 56' |
| 99 | DEL | Sergio Floccari | 58' |
| 23 | MED | Ogenyi Onazi    | 70' |

| Anotado | 23' | Paul Pogba           | 1–0 |
| Anotado | 52' | Giorgio Chiellini    | 2–0 |
| Anotado | 54' | Stephan Lichtsteiner | 3–0 |
| Anotado | 56' | Carlos Tévez         | 4–0 |

|  |

| Amonestado | 43' | Giorgio Chiellini |

| Amonestado | 31' | Hernanes   |
| Amonestado | 59' | André Dias |

| Árbitro             | Gianluca Rocchi       |
| Árbitros asistentes | Elenito Di Liberatore |
| Árbitros asistentes | Gianluca Cariolato    |
| Cuarto árbitro      | Paolo Mazzoleni       |

| Supercopa de Italia        |
| Campeón Juventus 6º título |